# Joe O'Connor (attore)
Joe O'Connor (...) è un attore statunitense.

## Biografia
È noto per il suo ruolo nella serie Clarissa, in cui interpretava il padre della protagonista, interpretata da Melissa Joan Hart.

## Filmografia

### Televisione
- Clarissa (Clarissa Explains it All) - serie TV, 65 episodi (1991-1994)
- Sabrina, vita da strega (Sabrina, the Teenage Witch) - serie TV, episodio 1x11 (1996)
- Friends - serie TV, episodio 3x24 (1997)
- Melrose Place - serie TV, 3 episodi (1998)
- The Practice - Professione avvocati (The Practice) - serie TV, 2 episodi (1998)
- West Wing - Tutti gli uomini del Presidente (West Wing) - serie TV, 2 episodi (2000-2001)
- Boston Public - serie TV, episodio 1x04 (2000)
- Streghe (Charmed) - serie TV, episodi 3x22, 6x05 (2001-2003)
- Un detective in corsia (Diagnosis: Murder) - serie TV, episodio 8x16 (2001)
- E.R. - Medici in prima linea (E.R.) - serie TV, episodio 9x12 (2003)
- Malcolm - serie TV, episodio 4x16 (2003)
- Cold Case - Delitti irrisolti (Cold Case) - serie TV, episodio 3x12 (2006)
- Mad Men - serie TV, 6 episodi (2007-2013)
- Crossing Jordan - serie TV, episodio 6x02 (2007)
- Senza traccia (Without a Trace) - serie TV, episodio 6x17 (2008)
- Private - serie TV, 4 episodi (2009)
- Castle - serie TV, episodio 3x06 (2010)
- Bones - serie TV, episodio 8x08 (2012)
- NCIS - Unità anticrimine (NCIS) - serie TV, episodio 10x10 (2012)
- How I Met Your Mother - serie TV, episodio 9x06 (2013)
- The L Word: Generation Q - serie TV, episodio 1x01 (2019)

## Doppiatori italiani
Nelle versioni in italiano delle opere in cui ha recitato, Joe O'Connor è stato doppiato da:
- Cesare Rasini in Clarissa (1a edizione)
- Edoardo Nordio in Clarissa (2a edizione)
- Massimiliano Virgilii in Friends
- Gianni Giuliano in E.R. - Medici in prima linea
- Sergio Di Giulio in Cold Case - Delitti irrisolti
- Ambrogio Colombo in Mad Men
- Enzo Avolio in Mad Men (ep. 2x12)
- Gianluca Machelli in Castle
- Antonio Palumbo in NCIS - Unità anticrimine
- Claudio Ridolfo in How I Met Your Mother